# Ina Werner
Ina Werner (* 20. September 1969 in Berlin-Friedrichshain) ist eine deutsche Moderatorin, Sängerin, Comedian und Model.

## Jugend und Werdegang
Ina Werner wurde 1969 in Berlin-Friedrichshain geboren. Ihr Vater war Bauhandwerker und Bauunternehmer. Sie arbeitete als Model in der DDR, wegen ihrer Größe verwehrte man ihr jedoch die Einstufung als professionelles Model. Als Jugendliche gehörte sie zur Ost-Berliner Punkszene. Sie rebellierte gegen das System der DDR und wurde im Jugendwerkhof untergebracht. In einer Keksfabrik musste sie dort im Schichtsystem arbeiten. Nach eigenen Angaben, wurde ihr Ausreiseantrag im Frühjahr 1988 abgelehnt – woraufhin sie ihren Job verlor. Nach der Wende verdiente sie ihren Lebensunterhalt als Chefin einer Agentur für Kleinkünstler und arbeitete zudem als Stripperin, Tänzerin und Fotomodell.

## Fernsehkarriere
Bekannt wurde Ina Werner 1996 durch ihre Auftritte als Double von Pamela Anderson im roten Badeanzug in der Harald Schmidt Show von Sat.1. Die Grimme-Preis-Jury fand bei der Verleihung des Preises an die Harald Schmidt Show für ihre Pamela-Persiflage anerkennende Worte. Beim Fernsehsender RTL ZWEI moderierte Werner zwei Staffeln des Reisemagazins Alles inklusive – Inas Trip. Zunächst wurde dazu ein Pilotprojekt (Arbeitstitel: Superpam in der Karibik) von der Prisma Film & TV Produktionsgesellschaft mbH produziert. Die Erstausstrahlung am 25. März 1998 begann mit Inas Trip durch Sri Lanka. Die zweite Staffel endete mit Inas Trip durch Tunesien am 17. Oktober 1999 und einem Best-Of am 24. Oktober 1999. Werner produzierte 1999 eine eigene Fernsehdokumentation, Schön um jeden Preis, für RTL ZWEI. Mit ihrem Team filmte sie Eingriffe im Operationssaal des Berliner Schönheitschirurgen Bernd Meyburg und interviewte Patienten.
Es folgten Einladungen in diversen Fernsehsendungen: Die Versteckte Kamera, Nachtcafé, Talk im Turm, Maischberger bei n-tv, Beckmann u. a. In der Sendung Spiegel-TV wurde sie interviewt.
Nach der Erotikshow Touch Me bei RTL blieben Angebote von größeren Fernsehsendern aus. Im Offenen Kanal Berlin moderierte sie kurzzeitig eine Sendung über das Nachtleben in Berlin. Nach einem Imagevideo für die Lufthansa, produziert von der 4TV Fernseh- und Mediaproduktion in Berlin, zog sie sich 2005 aus dem Fernseh- und Mediengeschäft zurück. Ihr letzter öffentlicher Auftritt vor Fotografen fand im Estrel statt, als Michael Jacksons Vater Joseph Jackson in Berlin seinen 76. Geburtstag feierte.

## Musikkarriere
Unter dem Künstlernamen Ina W sang und rappte sie 1997 eine Coverversion von Margot Werners So ein Mann, die beim Plattenverlag Universal Music erschien. Den Song sang sie live bei ihrem Abschied aus der Harald Schmidt Show und bei der Sat.1-Silvesterparty am Brandenburger Tor. Die Single war jedoch kein Verkaufsschlager und Werner verfolgte die Karriere als Rapperin nicht mehr weiter. Das Plattenlabel Ariola veröffentlichte So ein Mann 1998 nochmals in einer Kompilation.

## Modelkarriere
In den 90er-Jahren entstanden erste Nacktbilder von Ina Werner für Erotik-Zeitschriften wie Praline und Coupé. Im April 1997 veröffentlichte die Ausgabe des deutschen Playboy-Magazins eine Bildserie mit Bezug auf ihre Ähnlichkeit zu Pamela Anderson. Die Bilder entstanden in Los Angeles. Fotograf war Stephen Wayda. Im selben Jahr erschien das Picturebook Unsere Pamela: Ina Werner, vom Double zur Kultfigur! und der Posterkalender 1998 Unsere Pamela; Fotograf war Bertram Götz. 1999 wurde sie von Tony Ward in Hamburg fotografiert. Produziert wurden die erotischen Aufnahmen für die Zeitschrift Max, unter der Voraussetzung einer Veröffentlichung. Die Zeitschrift Max veröffentlichte die Bilder nicht. Dennoch publizierte und versteigerte der Künstler zwei Bilder aus der Produktion als Silbergelatineabzüge auf Artnet. Das Magazin Penthouse widmete ihr im November 1999 eine Fotostrecke mit Bildern aus ihrem Kalender und Picturebook. Im September 2003 präsentierte Ina Werner als Laufstegmodel beim Global City Fest auf dem Berliner Kurfürstendamm, ein Abendkleid von Harald Glööckler.

## Unternehmerin
Werner versuchte sich als Designerin und präsentierte im Jahr 2000 eine eigene Wäsche-Kollektion.
Die Zeitschrift Neue Revue, die im Jahr 2005 eingestellt wurde, widmete Ina Werner in der Ausgabe Nr. 20 vom 11. Mai 2000, einen vierseitigen redaktionellen Beitrag. Unter der Hauptüberschrift, auf Seite 26/27, „Die neue Heimarbeit des Sat.1-Stars Ina Werner“, wurde über sie als Internet-Unternehmerin berichtet. Unter der deutschen Top-Level-Domain Promichat, konnten sich User in einen Videochat für 3,63 Mark/Minute einloggen, um Mädchen beim Live-Striptease zuzuschauen. Laut Autor T. Mauz, arbeiteten in einem alten Haus am Stadtrand von Berlin, sieben fest angestellte Mädchen im Dreischichtsystem und Vierstundenrhythmus, zwölf Stunden am Tag und 365 Tage im Jahr.

## Aktionen
Werner wurde im Februar 1998 von Regisseur Christoph Schlingensief für die Kunstaktion „Ball des schlechten Geschmacks“ zum Wiener Opernball eingeladen, um mit Hermes Phettberg Walzer zu tanzen. 2003 besuchte Werner erneut den Opernball in Wien, um mit der Aktion „No War No Oil“ die ebenfalls am Ball anwesende Pamela Anderson, als prominente Unterstützerin der PETA Anti-Pelz-Kampagne, zu konfrontieren.

## Kritik und Engagement
Ina Werner wurde in Talkshows eingeladen, wenn es um das Thema Schönheitsoperationen ging und befürwortete solche Eingriffe mehrfach öffentlich. Bei öffentlichen Auftritten wurde sie wegen ihrer künstlichen Oberweite verbal angegriffen.

## Privatleben
Ina Werner war von 1990 bis 1999 mit Bertram Götz, ihrem Lebensgefährten und späteren Manager liiert. Im Sommer 2004 heiratete sie in Las Vegas.2005 zog sie sich aus der Öffentlichkeit zurück. Sie ist Hundeliebhaberin und engagiert sich generell für Tiere, u. a. für Frettchen.